# Haleburg (Alabama)
Haleburg és una població dels Estats Units a l'estat d'Alabama. Segons el cens del 2000 tenia 108 habitants.

## Demografia
Segons el cens del 2000, Haleburg tenia 108 habitants, 48 habitatges, i 36 famílies. La densitat de població era de 10,9 habitants/km².
Dels 48 habitatges en un 22,9% hi vivien nens de menys de 18 anys, en un 56,3% hi vivien parelles casades, en un 10,4% dones solteres, i en un 25% no eren unitats familiars. En el 25% dels habitatges hi vivien persones soles el 12,5% de les quals corresponia a persones de 65 anys o més que vivien soles. El nombre mitjà de persones vivint en cada habitatge era de 2,25 i el nombre mitjà de persones que vivien en cada família era de 2,67.
Per edats la població es repartia de la següent manera: un 20,4% tenia menys de 18 anys, un 6,5% entre 18 i 24, un 23,1% entre 25 i 44, un 28,7% de 45 a 60 i un 21,3% 65 anys o més.
L'edat mediana era de 45 anys. Per cada 100 dones hi havia 100 homes. Per cada 100 dones de 18 o més anys hi havia 95,5 homes.
La renda mediana per habitatge era de 25.500 $ i la renda mediana per família de 28.750 $. Els homes tenien una renda mediana de 30.417 $ mentre que les dones 21.250 $. La renda per capita de la població era d'11.657 $. Aproximadament el 14,3% de les famílies i el 23,3% de la població estaven per davall del llindar de pobresa.

## Poblacions més properes
El següent diagrama mostra les poblacions més properes.